# Peak Flow

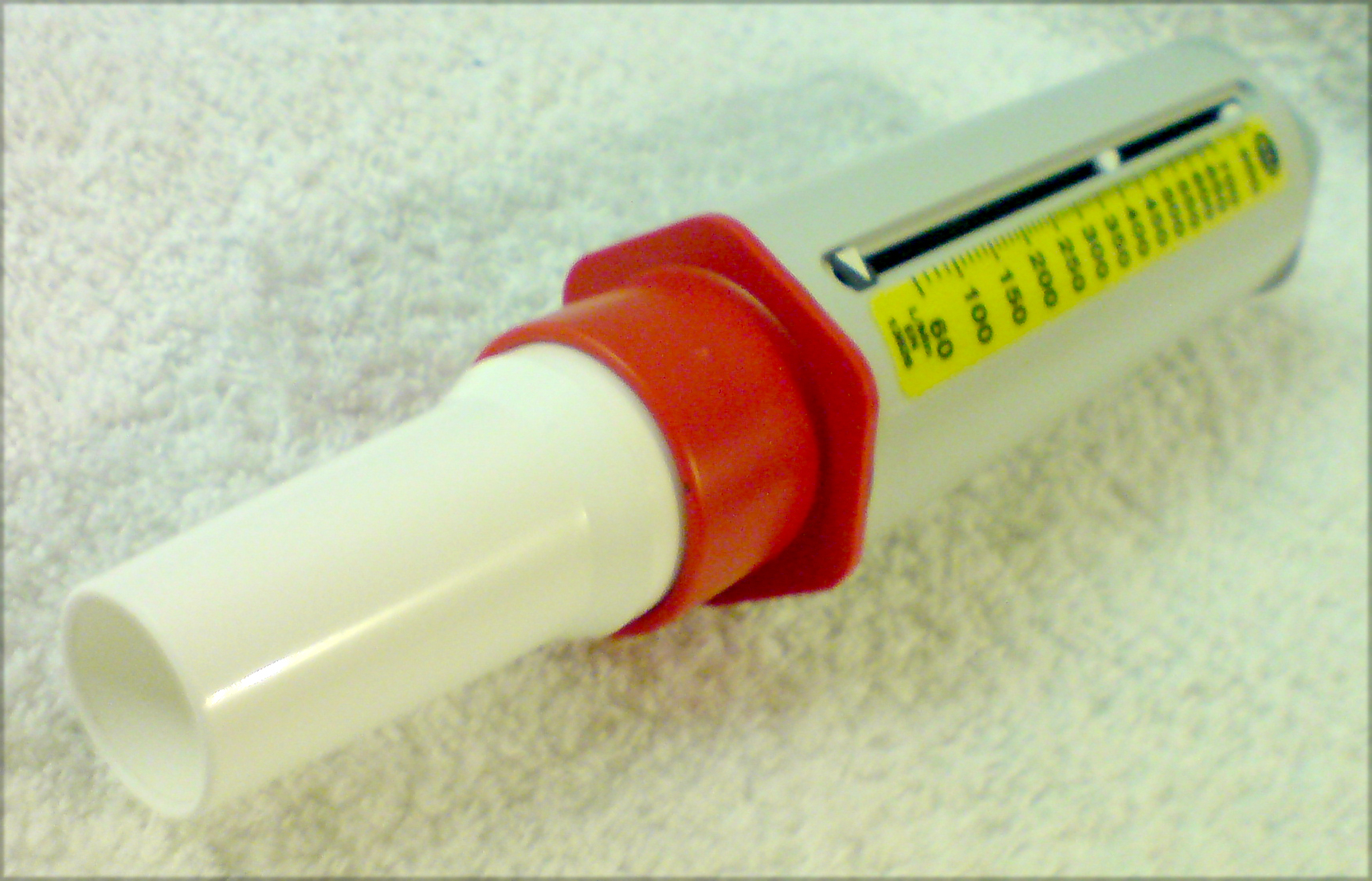
Ein Peak Flow Meter

Der Peak Flow (Spitzenfluss), eigentlich peak expiratory flow (PEF, exspiratorischer Spitzenfluss englisch wörtlich: Ausatmungsspitzenfluss), ist ein Messwert in der Medizin, der die maximale Ausatmungsgeschwindigkeit einer Person erfasst. Gemessen wird der Spitzenfluss mit einem Peak Flow Meter, einem kleinen Handgerät, oder einem Spirometer. Diese Geräte messen den Luftstrom durch die Bronchien und sind damit ein Maß für die Lungenfunktion.

## Geschichte
Vorreiter bei der Messung des Peak Flows war der Bioingenieur Martin Wright, der das erste Messgerät entwickelte, um den Spitzenfluss als Index der Lungenfunktion zu messen. Das erste Messgerät wurde in den späten 1950er Jahren vorgestellt. Durch die anschließende Entwicklung von portablen und günstigeren Versionen wurden andere Entwürfe und Kopien des Messgeräts entwickelt (Mini-Wright).

## Funktionsweise
Die Peak-Flow-Messwerte sind höher, wenn der Patient gesund ist, und niedriger, wenn die Atemwege verengt sind. Von relativen Änderungen gegenüber aufgezeichneten Werten können Patienten und Ärzte Rückschlüsse auf die Lungenfunktionalität, die Schwere der Asthmasymptome und Behandlungsmöglichkeiten ziehen.
Eine Vorsichtsmaßnahme wäre es, den Patienten auf Anzeichen und Symptome von Asthma-Hypervolämie zu überprüfen. Dies würde darauf hindeuten, ob die Peak Flow-Messung angewendet werden kann. Die Messung der Peak-Flow-Rate erfordert Übung, um das Peak Flow Meter korrekt zu benutzen, und der normale Erwartungswert ist abhängig von dem Geschlecht, dem Alter und der Größe des Patienten.
Aufgrund eines großen Intervalls von „normalen“ Werten und einer hohen Variabilität ist der Peak-Flow-Test nicht dazu geeignet, um eine Asthmaerkrankung zu identifizieren.
Ein Teil der Menschen mit einer Asthmaerkrankung kann von regelmäßigen Peak-Flow-Messungen profitieren, um Asthma-Symptome zu überprüfen und die Häufigkeit der Bedarfsmedikation zu steuern. Ein empfohlenes Verfahren für Peak-Flow-Messungen ist, morgens und abends je zwei Messungen durchzuführen, vor der Einnahme des Medikamentes zur Bekämpfung der chronischen Entzündung, und mit 30 Minuten Abstand nach der Einnahme. Mitunter wird auch empfohlen, mittags den Peak Flow zu ermitteln. In der Regel wird dreimal stoßartig durch das Gerät ausgeatmet und der Spitzenwert der drei Messungen festgehalten.
Wenn der Spitzenfluss regelmäßig überwacht wird, können die Werte in eine Peak-Flow-Tabelle eingetragen werden. Dabei ist es wichtig, bei jeder Messung das gleiche Messgerät zu verwenden.

## Maßstäbe

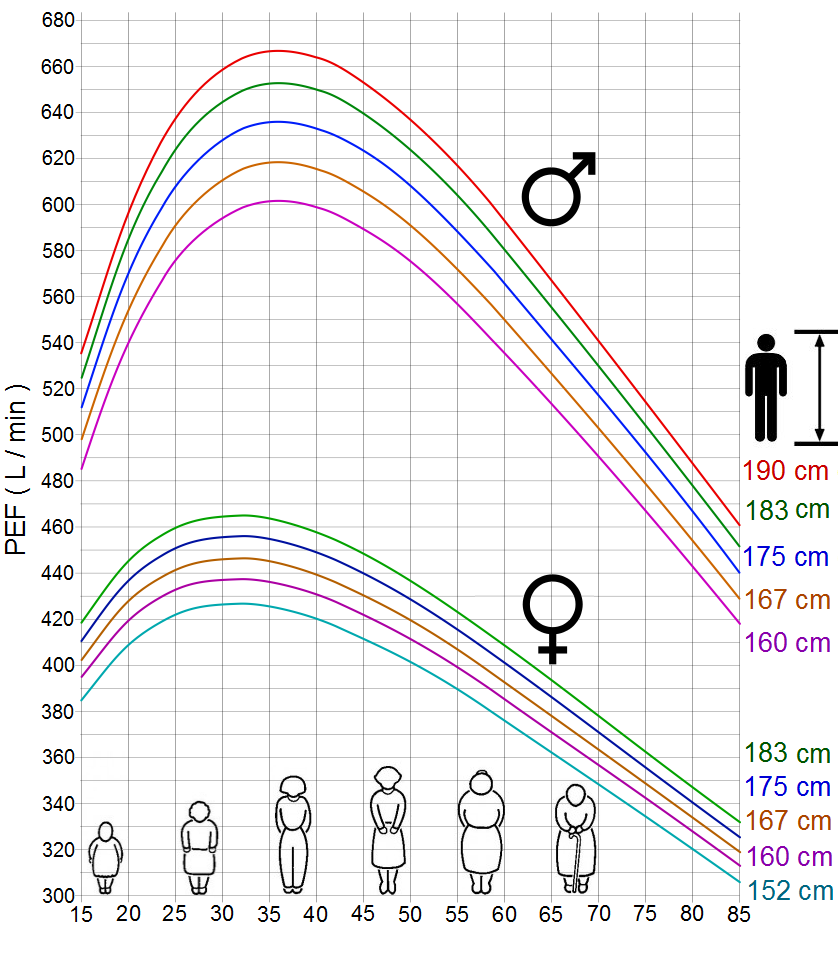
Normaldaten des Spitzenflusses (PEF) in EU Skala getrennt nach Geschlechtern im Verlauf des Alterns

Es gibt eine Reihe von nicht-äquivalenten Skalen, die bei der Messung des Peak Flows verwendet werden können.
Es sind Graphen, Tabellen und Rechner verfügbar, die Erwartungswerte basierend auf dem Geschlecht, dem Alter und der Größe der Person vorhersagen. Mittlerweile sind für Smartphones auch Apps erhältlich, die eine Web-basierte Aufzeichnung der Peak-Flow-Werte und bestimmte Auswertungen gestatten.
Die folgenden drei Maßstäbe werden häufig verwendet:
- Wright-Skala[5][6]
- EN 13826 oder EU-Skala[7]
- American Thoracic Society-Skala